# Уральский электрохимический комбинат
Уральский электрохимический комбинат (Комбинат № 813) — первое советское производство ядерного топлива, построенное Главпромстроем НКВД/МВД СССР в 1946—1949 годах под научным руководством советского физика И. К. Кикоина. Ныне акционерное общество (АО «УЭХК») входит в структуру топливной компании «ТВЭЛ» Госкорпорации «Росатом», является основным предприятием Новоуральского атомного кластера.
Расположен в городе Новоуральске Свердловской области России.

## Деятельность
Производство обогащённого гексафторида урана для атомных электростанций;
Выпуск изотопной продукции (стандартные образцы изотопного состава).

## История
Через 14 дней после атомной бомбардировки Хиросимы постановлением Государственного комитета обороны № 9887сс/оп от 20 августа 1945 г. за подписью И. В. Сталина при ГКО был образован Специальный комитет с чрезвычайными полномочиями для руководства всеми работами по использованию атомной энергии. Состав комитета: Л. П. Берия (председатель), Маленков Г. М., Вознесенский Н. А., Ванников Б. Л., Завенягин А. П., Курчатов И. В., Капица П. Л., Махнев В. А., Первухин М. Г.

### Решение о создании завода
Первыми атомными объектами стали комбинаты № 813 и № 817, которые должны были получать ядерное топливо двух разных модификаций: первый 100 г урана-235 в сутки газодиффузионным способом, второй 100 г плутония-239 методом облучения урана в ядерном реакторе.
28 сентября 1945 года Специальный комитет принял решение о командировании правительственной комиссии для поиска площадок для строительства, а уже 26 октября эти площадки были принципиально утверждены. После оценки окончательных вариантов Комбинат № 813 был размещён на законсервированной площадке авиазавода № 261 Наркомата авиационной промышленности СССР, с целью сокращения сроков пуска объекта.
30 ноября 1945 года Специальный комитет на основе доклада Б. Л. Ванникова, И. К. Кикоина, А. П. Завенягина и Н. А. Борисова принял окончательное решение о размещении заводов, закрепленное 21 декабря Постановлением СНК СССР № 3150-952 сс.
Объём необходимых строительных работ был очень большим, а сроки сдачи объектов — сжатыми, поэтому было решено привлечь к строительству опытные и укомплектованные квалифицированными кадрами организации Главпромстроя НКВД СССР: в Челябинской области — Челябметаллургстрой, в Свердловской — Тагилстрой. Для строительства Комбината № 813 было создано Специальное строительное управление НКВД № 865.
Объект строился заключёнными (около 20 тыс. человек). Объем выполненных при этом земляных работ — около 7 млн кубометров — соизмерим с аналогичными работами по строительству всей сети Московского метро.
За снабжение строительства стройматериалами, товарами и оборудованием отвечали генерал-полковник госбезопасности, заместитель наркома внутренних дел СССР, В. В. Чернышёв, В. А. Сергеев и представитель Госплана Н. А. Борисов.
При организации строительства по указанию руководителя Госплана СССР Н. А. Вознесенского НКАП передало Первому управлению металлургическое оборудование, вывозимое из Германии на завод № 261. При этом на базе завода временно сохранялось производство шасси самолётов Ли-2, пока Б. Л. Ванников, П. В. Дементьев и Н. А. Борисов решали задачу переноса производства деталей на другие авиазаводы. Непосредственно за строительство завода отвечала вторая секция инженерно-технического совета Специального комитета, руководитель В. А. Малышев, научно-инженерные разработки курировал сотрудник лаборатории № 2 И. К. Кикоин. В 1952—1960 годах заместителем научного руководителя Комбината № 813 был М. Д. Миллионщиков.

### История названий предприятия
Со времён строительства предприятия долгое время комбинат был засекречен. В документах он фигурировал под разными наименованиями:
- 1946—1948 — Государственный Верх-Нейвинский машиностроительный завод;
- 1946—1949 — Завод № 813 Первого Главного Управления при СМ СССР;
- 1948—1949 — База № 5;
- 1948—1971 — Войсковая часть № 15799;
- 1949—1957 — Уральская база технического снабжения Главгорстроя СССР;
- 1949—1961 — Государственный машиностроительный завод Министерства химической промышленности СССР;
- 1949—1966 — Комбинат № 813;
- 1954 — Завод «Уралсредмаш» Министерства Среднего Машиностроения;
- 1955—1966 — Предприятие почтовый ящик № 318;
- 1967—1974 — Средне-Уральский машиностроительный завод
- 1967—1989 — Предприятие п/я А-7354;
- 1975—1991 — Уральский электрохимический комбинат;
- 11.10.1991 — Государственное предприятие Уральский электрохимический комбинат;
- 14.08.1992 — Государственное предприятие Уральский электрохимический комбинат, УЭХК;
- 13.09.1995 — Государственное унитарное предприятие Уральский электрохимический комбинат;
- 28.12.2000 — Федеральное государственное унитарное предприятие «Уральский электрохимический комбинат»;
- 15.08.2008 — Открытое акционерное общество «Уральский электрохимический комбинат»;
- 2015 — Акционерное общество «Уральский электрохимический комбинат».

### Хроника производства
1949 — Д-1 запущен в эксплуатацию. Степень обогащения по урану-235 доведена до 75 %.
1951 — испытана атомная бомба с комбинированным зарядом из плутония и урана-235, изготовленного на заводе Д-1.
1953 г. — степень обогащения урана-235 доведена до 90 %.
1954 г. — УЭХК награждён орденом Ленина.
1957 г. — на УЭХК построен опытный газоцентрифужный завод.
1961 г. — на заводе Д-4 впервые в мировой практике включён промышленный участок газовых центрифуг.
1964 г. — пущен в эксплуатацию первый в мире газоцентрифужный завод по обогащению урана.
1987 г. — полностью прекращено обогащение урана газодиффузионным способом.

## Современное состояние
Крупнейшее в мире предприятие по обогащению урана. Ведущее предприятие отрасли. Рентабельно. Градообразующее предприятие г. Новоуральска. На Уральский электрохимический комбинат ввозят урановые «хвосты» (радиоактивные отходы от обогащения урана) из Германии.

## Достижения в неядерной сфере
Изготовление для спутника связи «Ямал-100» опытной никель-водородной аккумуляторной батареи.
Налажен выпуск каталитических блоков для нейтрализаторов выхлопных газов автомобилей.

## Современные награды
- 2000 — Премия Правительства Российской Федерации;
- 2001 — победитель Второго Всероссийского конкурса «Предприятие высокой социальной эффективности» в отраслевой номинации;
- 2002 — победитель Третьего Всероссийского конкурса «Предприятие высокой социальной эффективности» в номинации «Реализация социальных программ на предприятиях и в организациях»;
- 2003 — победитель конкурса «Предприятие высокой культуры производства и организации труда» среди предприятий «Росатома»;
- 2004 — «Предприятие высокой социальной эффективности».